# Dorota Gliszczyńska
Dorota Gliszczyńska (ur. 12 kwietnia 1967) – polska piłkarka ręczna, występująca na pozycji bramkarki, mistrzyni i reprezentantka Polski.

## Życiorys
Była zawodniczką AZS AWF Wrocław, z którym sięgnęła po mistrzostwo Polski w 1989 i 1990 oraz wicemistrzostwo w 1992. Występowała także we włoskim Edilcinque Sassari (również pod nazwą HC Florgarden Sorso i Sassari Citta' Dei Candelieri).
W reprezentacji Polski debiutowała 28 maja 1989 w towarzyskim spotkaniu z Austrią, wystąpiła w mistrzostwach świata grupy B w 1989 (6. miejsce) i mistrzostwach świata w 1990 (9. miejsce). Ostatni raz w drużynie narodowej wystąpiła 21 stycznia 1992 w towarzyskim spotkaniu z Austrią. Łącznie w biało-czerwonych barwach zagrała 52 razy.